# Neubaufahrzeug
De Panzerkampfwagen Neubaufahrzeug, afgekort als PzKpfw Nb.Fz, was een serie van tankprototypes die tijdens het interbellum door Duitsland werden ontwikkeld.

## Ontwikkeling
Tijdens het interbellum werden heel wat tankprojecten ontwikkeld waarvan de tank over meerdere geschuttorens beschikte. Twee voorbeelden waren de Britse Vickers A1E1 Independent en de T-35 van de Sovjet-Unie, die gebaseerd was op de Vickers A1E1 Independent. De ontwikkeling van het Neubaufahrzeug begon in 1933, toen de Reichswehr opdracht gaf aan Krupp en Rheinmetall voor het ontwikkelen van de Großtraktor (Duits voor zware tractor). De Großtraktor was toen de benaming voor zware tank want volgens het Verdrag van Versailles mocht Duitsland helemaal geen tanks ontwikkelen of bezitten. Technische details van de Vickers A1E1 Independent werden verkocht aan Duitsland door de Britse officier en tevens spion voor Duitsland, Norman Baillie-Stewart. 
Beide fabrieken maakten dezelfde ontwerpen met kleine verschillen. Zo werden de kanonnen (de tanks werden voorzien van twee kanonnen) van de Rheinmetall-versie boven elkaar geplaatst aangeduid als de Panzerkampfwagen Neubaufahrzeug V), terwijl de versie van Krupp naast elkaar werden geplaatst in de toren (aangeduid als de Panzerkampfwagen Neubaufahrzeug VI). De kanonnen bestond uit een 7,5 cm KwK 37 (ook gebruikt op enkele varianten van de Panzerkampfwagen III en de Panzerkampfwagen IV, tevens op enkele varianten van het Sturmgeschütz III) en een 3,7 cm KwK 36 (ook gebruikt op de eerste varianten van de Panzerkampfwagen III). Beide ontwerpen beschikten over twee Panzerkampfwagen I-torentjes met elk een 7,92 mm MG 13 of een MG 34. Deze torentjes werden geplaatst op het dak van het onderstel. Eén vooraan en de andere achteraan.

## Propaganda

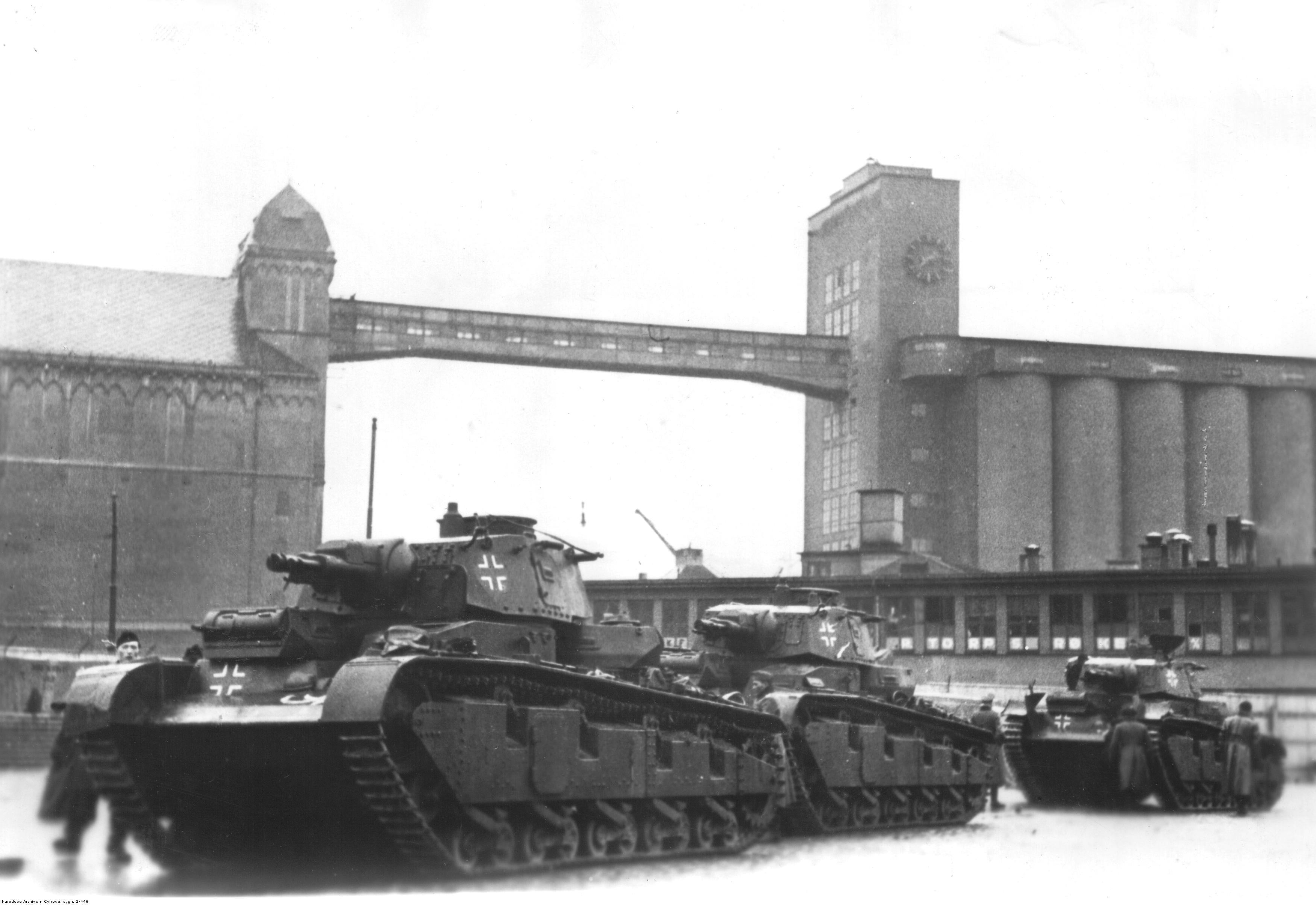
De voertuigen worden uitgelaad in Oslo

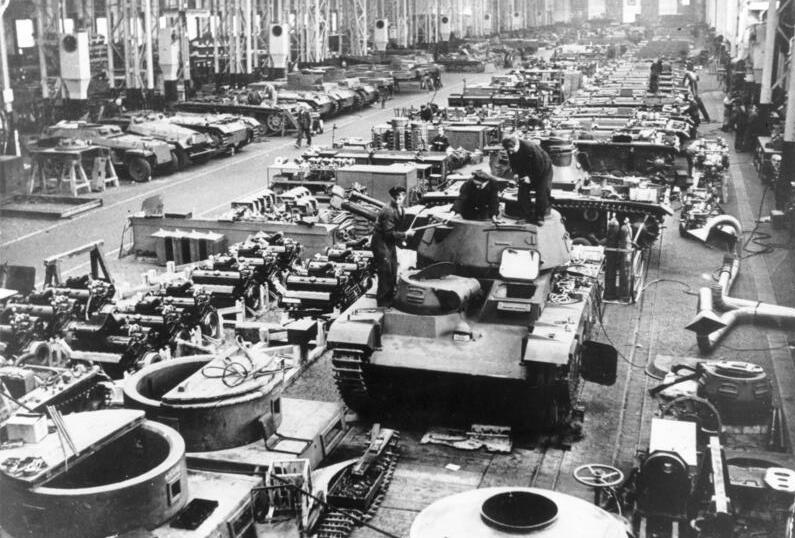
Productie van verschillende tanktypen. Te zien zijn de Nb.Fz VI van Rheinmetall (in reparatie), een Sd.Kfz. 250 en Panzerkampfwagen III-onderstellen.

Het was de bedoeling dat deze ontwerpen de rol van de zware tank in de gepantserde troepen zouden vervullen, maar het ontwerp bleek te complex en onbetrouwbaar te zijn voor deze rol. Er werden maar een beperkt aantal geproduceerd, waarvan ongeveer de helft in 1934 uit goedkoper ongehard staal werd opgebouwd en de helft in 1936 met gehard pantserstaal. Hoewel deze tanks nooit in productie werden genomen, zijn ze gebruikt als propaganda-instrument voor nazi-Duitsland zoals bijvoorbeeld op de Internationale Auto Tentoonstelling in Berlijn in 1939. Deze propagandarol werd uitgebreid tijdens de Duitse invasie van Noorwegen, toen een speciale Panzerabteilung werd gevormd waarin de drie prototypes met pantserstaal werden ingezet in Oslo. Ze maakten een aantal gevechten mee. Een voertuig verloor bemanningsleden toen het dunne pantser werd doorboord door Britse troepen uitgerust met antitankgeweren. Eén werd vernietigd op bevel van de commandant van het voertuig toen het zich vast reed in een moeras nabij Åndalsnes. Het werd vervangen door een stalen variant van Rheinmetall.
Het is onduidelijk wat er met de tanks gebeurde na de campagne van Noorwegen, maar het is zeker dat ze de oorlog niet hebben overleefd. De voertuigen zouden - volgens documenten uit 1941, die de Britten in 1945 in handen kregen - in 1942 gesloopt worden. Hoe en waarom de voertuigen gesloopt werden is niet duidelijk. Waarschijnlijk heeft de ontwikkeling van de Sturer Emil-prototypes hiermee iets te maken die ongeveer uit dezelfde tijd dateren.